# Эфирный купол

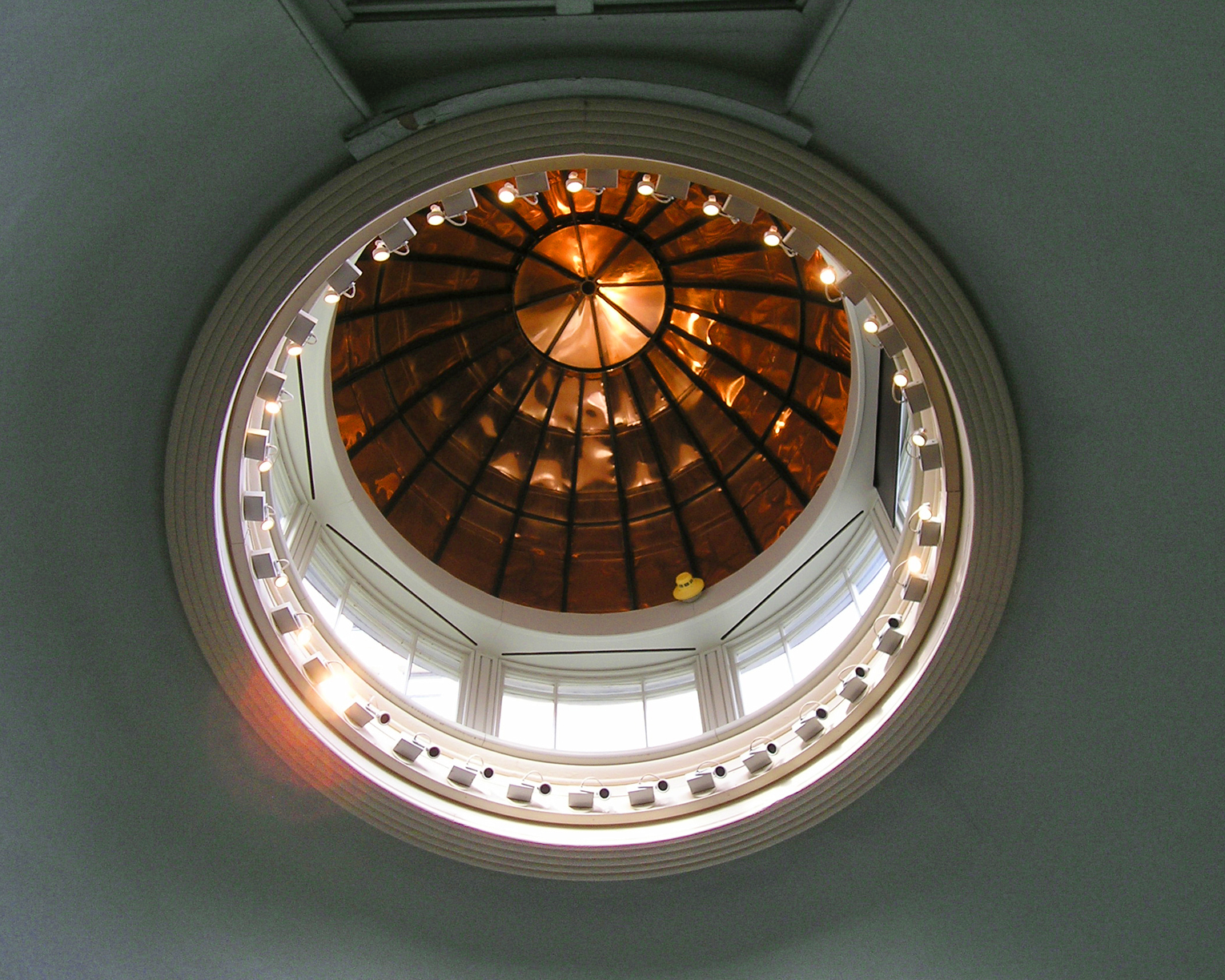
Вид на внутреннюю часть купола со стороны хирургического зала

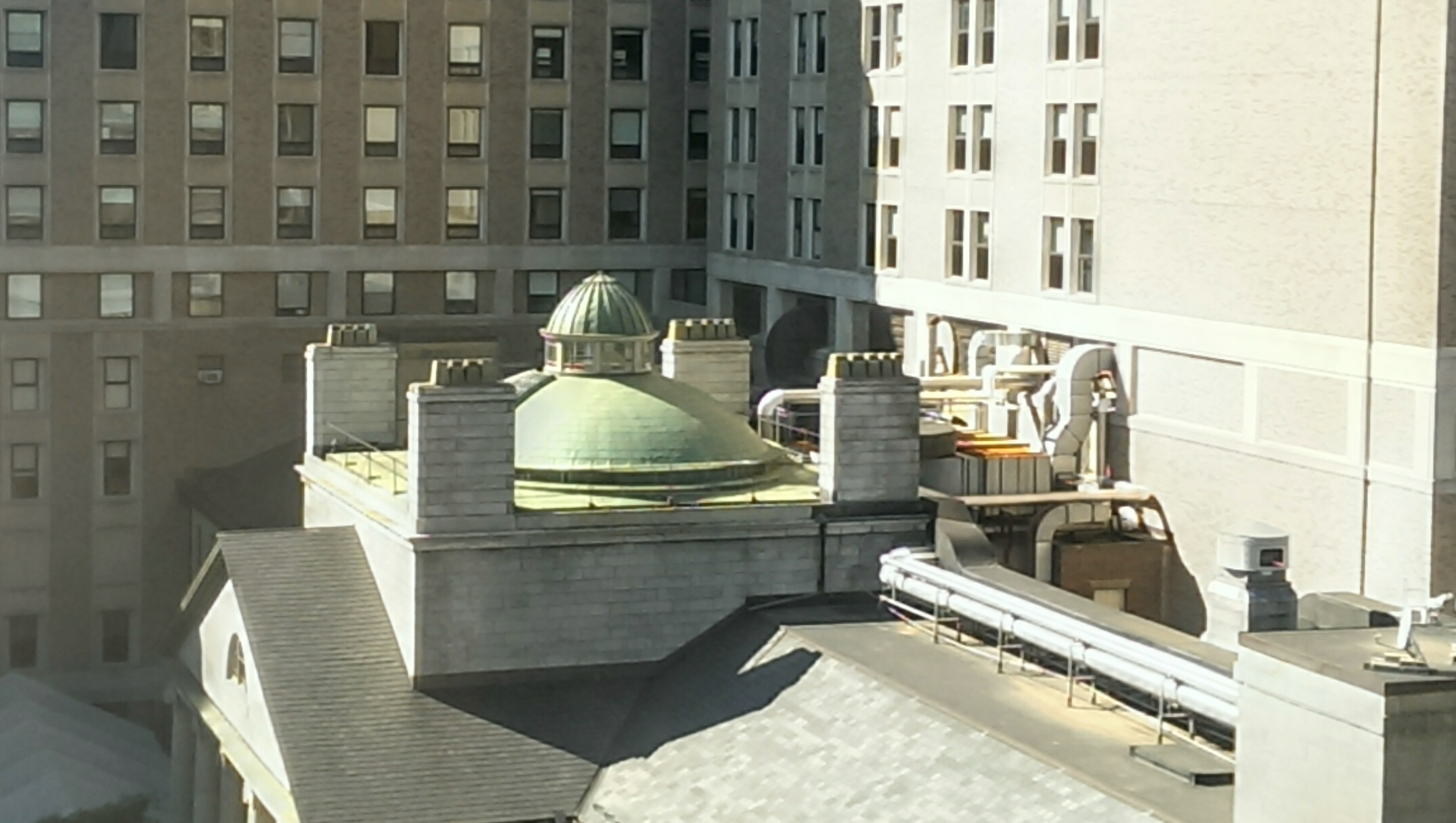
Вид на Эфирный купол снаружи

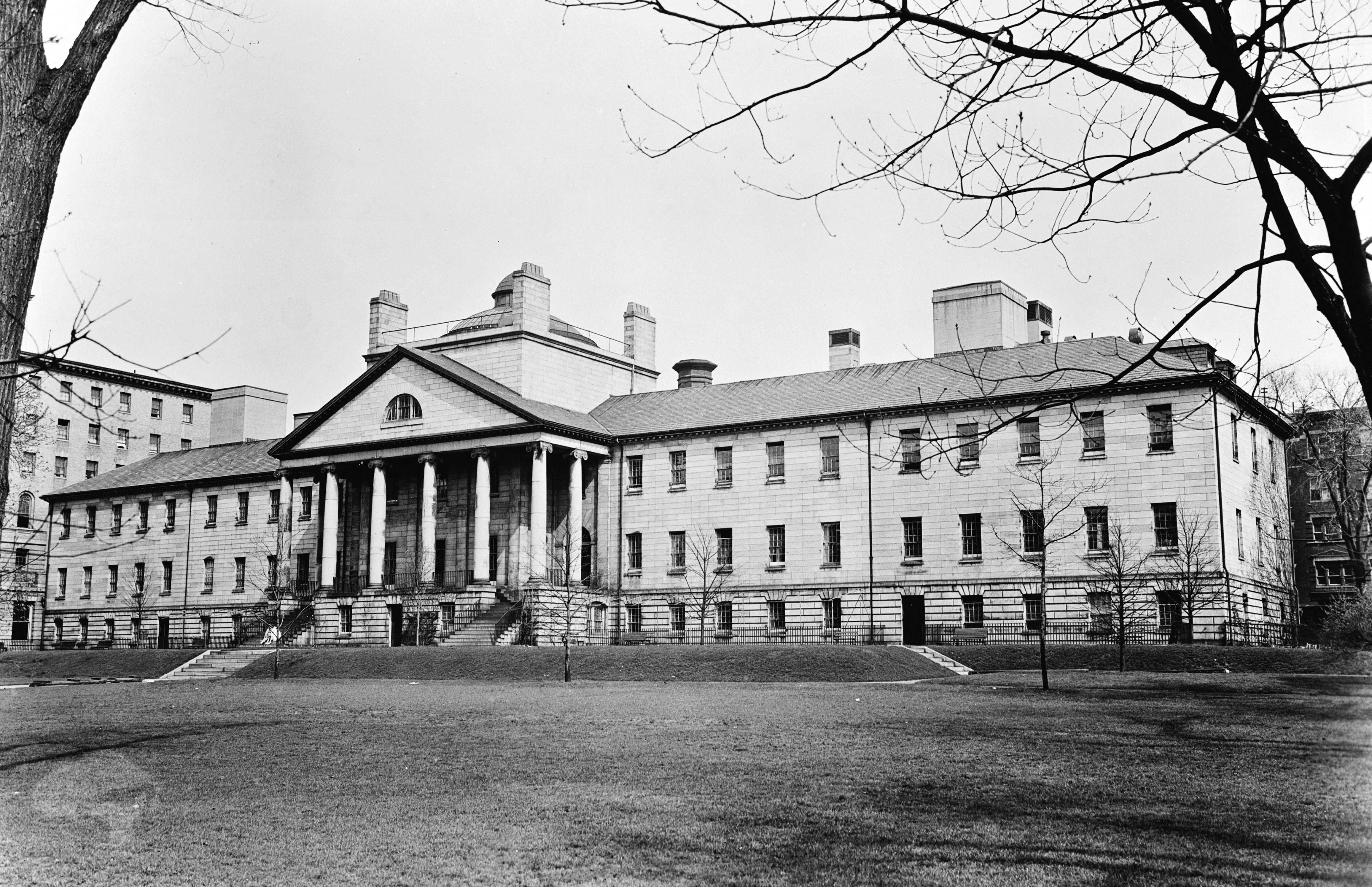
Здание Булфинча с эфирным куполом в центре (1941)

Эфирный купол (англ. Ether Dome) — историческое место, расположенное в Массачусетском госпитале общего профиля в Бостоне, США. Этот памятник медицинской истории получил свое название благодаря использованию эфира в хирургии впервые в мире.

## История
Эфирный купол стал свидетелем революционного события в медицине 16 октября 1846 года, когда американский хирург Томас Мортон впервые применил эфир как анестетик во время операции по удалению опухоли шеи пациента. Это событие открыло новую эру в хирургии, позволив пациентам проходить операции без боли.
Эфирный купол представляет собой маленькую аудиторию в старинном хирургическлом корпусе — здании Булфинча (англ. Bulfinch Building). На верхнем ярусе галереи есть места для зрителей, на нижнем ярусе находится операционная, где произошла историческая операция. Здание было возведено между 1818 и 1823 годами архитектором Чарльзом Булфинчем. Помещение именуемое Эфирный купол функционировало в качестве опреационного зала с 1821 до 1867 года. С 1868 до 1892 года служило различным целям, начиная с использования в качестве складского помещения в 1868 году, затем превратившись в общежитие в период с 1873 по 1889 год. Важность этого здания подтвердила больница в 1896 году, во время празднования 50-летия первой публичной демонстрации анестезии. В 1965 году, за свою богатую историю, это место было признано национальным историческим памятником.

## Значение
Эфирный купол стал символом прогресса в области медицины и хирургии. Впервые в мире была продемонстрирована возможность проведения безболезненных операций благодаря использованию анестезии. Это открытие улучшило качество медицинской помощи и существенно повлияло на развитие хирургии и других областей медицины.
Эфирный купол стал музеем сравнительно недавно. Этот медицинский исторический объект начал принимать посетителей как музей в 2006 году и остается одним из главных туристических объектов в Массачусетском госпитале, привлекая множество посетителей, желающих увидеть это историческое место.